# BOAZ Bank
De Boaz Bank was een Nederlandse coöperatieve spaar- en kredietinstelling die voortkwam uit de Vereeniging van Nederlandsche Patroons "Boaz", een christelijke werkgeversorganisatie opgericht op 11 november 1891 en officieel erkend op 22 september 1893. De bank werd opgericht om de middenstand en kleine ondernemers op een verantwoorde en sociaal betrokken wijze van krediet te voorzien.

## Oorsprong en doel
De Vereeniging van Nederlandsche Patroons "Boaz" had als doel werkgevers bewust te maken van hun godsdienstige en morele verantwoordelijkheden tegenover hun werknemers. Naast sociale initiatieven richtte de organisatie zich ook op de economische ondersteuning van de middenstand, wat leidde tot de oprichting van coöperatieve kredietinstellingen onder de naam Boaz Bank.
Boaz Banken werden opgericht in verschillende steden en functioneerden als spaar- en voorschotbanken, waarbij ze niet alleen kredieten verstrekten maar ook als spaarbank fungeerden. Dit betekende dat ze een stabiele financiële basis nodig hadden en grote nadruk legden op verantwoord kredietbeheer.
Het hoofdkantoor van de Boaz Bank was gevestigd aan de Plompetorengracht 14 te Utrecht, waar de naam nog altijd in de gevel van het pand zichtbaar is.

## Werkwijze en coöperatieve structuur
De Boaz Bank was coöperatief georganiseerd. Leden konden aandelen kopen van 25 gulden per stuk, waarmee ze mede-eigenaar werden van de bank. Hoewel de bank een sterke band had met de Vereeniging Boaz, konden ook niet-leden van de vereniging zich als buitengewone leden aansluiten en profiteren van de bankdiensten.
Een belangrijk discussiepunt binnen de Boaz Bank was de vraag van aansprakelijkheid. Er waren twee opties:
- Gedeeltelijke aansprakelijkheid, waarbij leden alleen voor een bepaald bedrag aansprakelijk waren.
- Volledige aansprakelijkheid, waarbij leden met hun gehele vermogen aansprakelijk waren voor tekorten.

Gezien de combinatie van spaar- en kredietfunctie koos de Boaz Bank voor volledige aansprakelijkheid. Dit gaf spaarders zekerheid dat hun geld veilig was, maar betekende ook dat strikte voorwaarden werden gehanteerd bij kredietverstrekking.

## Kredietvoorwaarden
De bank stelde strenge voorwaarden voor het verlenen van krediet. Leningen zonder onderpand, oftewel "krediet in blanco", werden niet verstrekt. De bank vereiste:
- Minimaal twee solide borgen die garant stonden voor de lening.
- Zakelijke zekerheidsstelling (zoals goederen of eigendommen als onderpand).

Hierbij werd opgemerkt dat een zeer sterke borg soms waardevoller was dan meerdere zwakkere borgen. De bank was terughoudend met risicovolle kredieten, mede omdat veel middenstanders in die tijd nog geen goed gestructureerde boekhouding hadden en aanvullende waarborgen zoals een faillissementsverzekering ontbraken.

## Concurrentie en samenwerking
In het begin van de 20e eeuw werden in Nederland verschillende kredietinstellingen voor de middenstand opgericht. Naast de Boaz Banken waren er ook de Hanze-Banken (gericht op rooms-katholieke ondernemers) en de Middenstands(krediet)banken. De vraag rees of deze versnippering de doelstelling van gemakkelijke en billijke kredietverlening niet zou bemoeilijken. De aanwezigheid van meerdere banken op één locatie kon leiden tot concurrentie, en overheidssteun werd mogelijk lastiger door de fragmentatie van initiatieven.
Toch werd het gescheiden opereren gerechtvaardigd vanuit levensbeschouwelijke overwegingen: de middenstandsbeweging stond niet los van de bredere maatschappelijke en religieuze stromingen. Boaz richtte zich expliciet op de protestants-christelijke ondernemers, en haar bank diende als verlengstuk van die missie.

## Van lokale banken naar een centrale structuur
De Boaz Bank werkte aanvankelijk met lokale afdelingen die zelfstandig opereerden. Het uiteindelijke doel was echter om deze banken te verenigen in een centrale bank, die de lokale instellingen zou ondersteunen en coördineren. Dit zou de soliditeit en slagkracht van het Boaz bankenstelsel versterken.
In het maandblad van de Boaz-organisatie werd dit streven benadrukt:
"Wij kunnen niet zonder afdelingen, en het voortbestaan van een afdeling met een spaar- en voorschotbank is verzekerd."
Hieruit blijkt dat Boaz de oprichting van kredietinstellingen zag als een middel om de organisatie als geheel te versterken.

## Fusie en verdwijning
In de loop van de 20e eeuw vond er een grote consolidatie plaats binnen het Nederlandse bankwezen. Veel kleinere banken fuseerden om te kunnen concurreren met grotere financiële instellingen. Zo ontstond onder andere vanuit de Boaz Bank de Nederlandsche Middenstandsbank (NMB), de latere ING Bank.